# 栗冠弯嘴鹛
栗冠弯嘴鹛（学名：Pomatostomus ruficeps），是雀形目弯嘴鹛科的一种鸟类。
栗冠弯嘴鹛体重约57.8克，翼长约85.9毫米，嘴峰长约27.7毫米，喙宽度约4.1毫米，喙厚度约6.6毫米，跗蹠长约28.2毫米，尾长约89.2毫米。栗冠弯嘴鹛是部分迁徙的鸟类，其栖息在半开放的灌木丛中，食性为肉食性，主要食物来源是陆生无脊椎动物。
栗冠弯嘴鹛分布于澳大利亚中东部。该物种是单型物种，没有亚种分化。